# GPR161
GPR161 (англ. G protein-coupled receptor 161) – білок, який кодується однойменним геном, розташованим у людей на короткому плечі 1-ї хромосоми.  Довжина поліпептидного ланцюга білка становить 529 амінокислот, а молекулярна маса — 58 559.
| 10         |  | 20         |  | 30         |  | 40         |  | 50         |
| ---------- |  | ---------- |  | ---------- |  | ---------- |  | ---------- |
| MSLNSSLSCR |  | KELSNLTEEE |  | GGEGGVIITQ |  | FIAIIVITIF |  | VCLGNLVIVV |
| TLYKKSYLLT |  | LSNKFVFSLT |  | LSNFLLSVLV |  | LPFVVTSSIR |  | REWIFGVVWC |
| NFSALLYLLI |  | SSASMLTLGV |  | IAIDRYYAVL |  | YPMVYPMKIT |  | GNRAVMALVY |
| IWLHSLIGCL |  | PPLFGWSSVE |  | FDEFKWMCVA |  | AWHREPGYTA |  | FWQIWCALFP |
| FLVMLVCYGF |  | IFRVARVKAR |  | KVHCGTVVIV |  | EEDAQRTGRK |  | NSSTSTSSSG |
| SRRNAFQGVV |  | YSANQCKALI |  | TILVVLGAFM |  | VTWGPYMVVI |  | ASEALWGKSS |
| VSPSLETWAT |  | WLSFASAVCH |  | PLIYGLWNKT |  | VRKELLGMCF |  | GDRYYREPFV |
| QRQRTSRLFS |  | ISNRITDLGL |  | SPHLTALMAG |  | GQPLGHSSST |  | GDTGFSCSQD |
| SGTDMMLLED |  | YTSDDNPPSH |  | CTCPPKRRSS |  | VTFEDEVEQI |  | KEAAKNSILH |
| VKAEVHKSLD |  | SYAASLAKAI |  | EAEAKINLFG |  | EEALPGVLVT |  | ARTVPGGGFG |
| GRRGSRTLVS |  | QRLQLQSIEE |  | GDVLAAEQR  |  |            |  |            |

A: Аланін

C: Цистеїн

D: Аспарагінова кислота

E: Глутамінова кислота

F: Фенілаланін

G: Гліцин

H: Гістидин

I: Ізолейцин

K: Лізин

L: Лейцин

M: Метіонін

N: Аспарагін

P: Пролін

Q: Глутамін

R: Аргінін

S: Серин

T: Треонін

V: Валін

W: Триптофан

Кодований геном білок за функціями належить до рецепторів, g-білокспряжених рецепторів, білків внутрішньоклітинного сигналінгу, білків розвитку. 
Задіяний у такому біологічному процесі як альтернативний сплайсинг. 
Локалізований у клітинній мембрані, мембрані, клітинних відростках, війках.